# Afroxyrrhepes acuticercus
Afroxyrrhepes acuticercus är en insektsart som beskrevs av Vitaly Michailovitsh Dirsh 1954. Afroxyrrhepes acuticercus ingår i släktet Afroxyrrhepes och familjen gräshoppor. Inga underarter finns listade i Catalogue of Life.